# Pachybrachis pectoralis
Pachybrachis pectoralis är en skalbaggsart som först beskrevs av F. E. Melsheimer 1847.  Pachybrachis pectoralis ingår i släktet Pachybrachis och familjen bladbaggar. Inga underarter finns listade i Catalogue of Life.